# جورجو ناپولیتانو
جورجو ناپولیتانو (به ایتالیایی: Giorgio Napolitano) (زادهٔ ۲۹ ژوئن ۱۹۲۵ – درگذشتهٔ ۲۲ سپتامبر ۲۰۲۳) سیاست‌مدار و سناتور سابق ایتالیایی و همچنین رئیس‌جمهور یازدهم این کشور از ۱۵ مه ۲۰۰۶ تا ۱۴ ژانویه ۲۰۱۵ به مدت یک دوره ۷ ساله بود.
وی نخستین کسی است که از حزب کمونیست ایتالیا به مقام ریاست‌جمهوری این کشور رسیده‌است. او ۱۰ مه سال ۲۰۰۶ میلادی برگزیده شد و در ۱۵ مه همان سال برای احراز این پست به مدت ۷ سال، سوگند یاد کرد.

## درگذشت

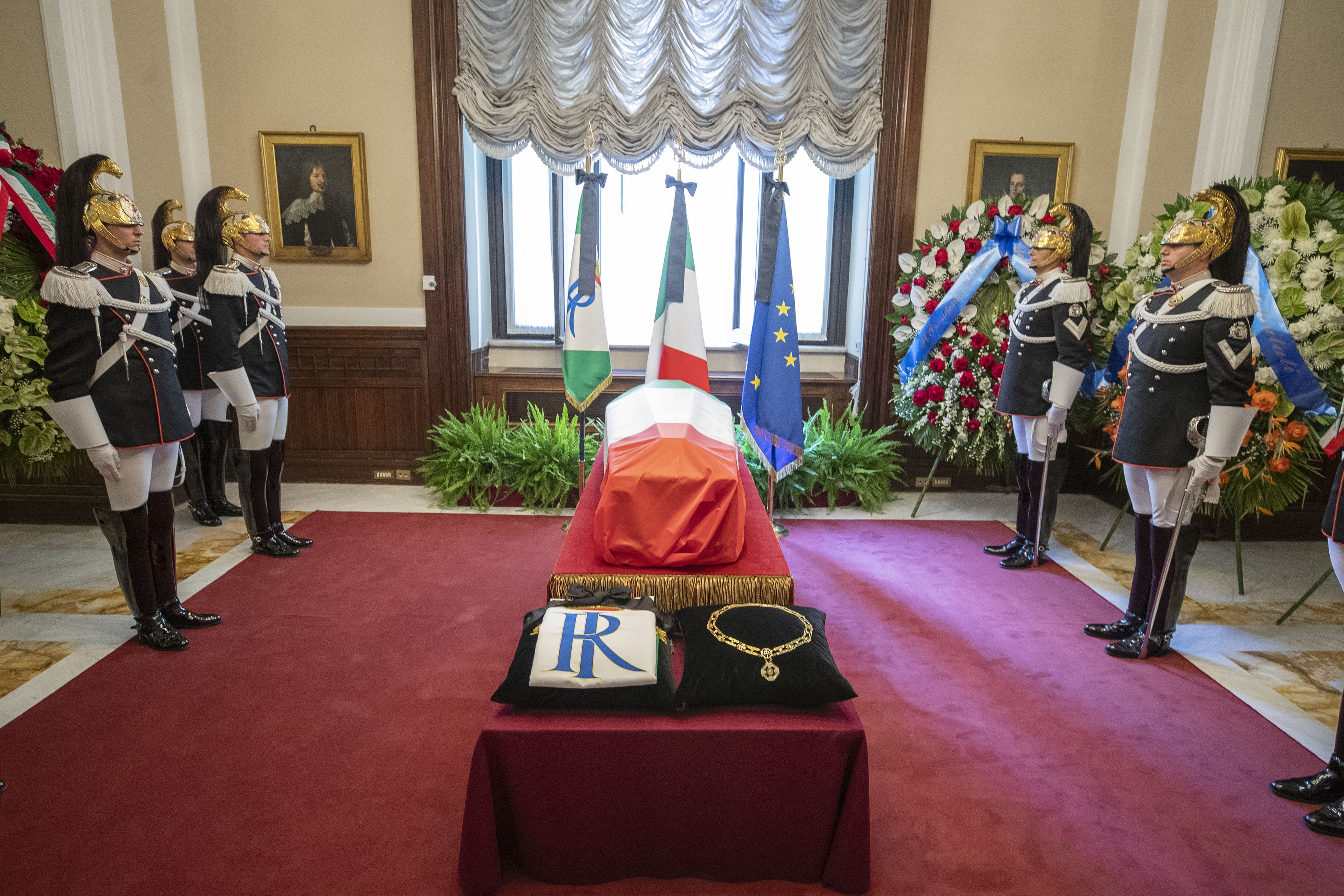
تشییع جنازه جورجو ناپولیتانو، ۲۶ سپتامبر ۲۰۲۳

جورجو ناپولیتانو در ۲۲ سپتامبر ۲۰۲۳، در سن ۹۸ سالگی درگذشت.